# Sportsmans Park (Oregón)
Sportsmans Park es un lugar designado por el censo ubicado en el condado de Wasco en el estado estadounidense de Oregón. En el Censo de 2020 tenía una población de 76 habitantes y una densidad poblacional de 180,95 habitantes por km². Fue incluido como CDP en el censo de 2020.

## Geografía
Sportsmans Park se encuentra ubicado en las coordenadas 45°13′11″N 121°23′40″O / 45.21972, -121.39444.Según la Oficina del Censo de los Estados Unidos,  tiene una superficie total de 0,42 km², de la cual 0,38 km² corresponden a tierra firme y 0,04 km² a agua.